# Таджики
Таджики (на таджикски: тоҷик, с арабско-персийската азбука: تاجيک) са народност в Средна Азия.
Живеят предимно в Узбекистан, Афганистан и Таджикистан. Значителна таджикска диаспора има също в Русия и Пакистан. В самия Таджикистан живеят само малка част от таджиките. По-голямата част от тях населяват територии в съседните Узбекистан и Афганистан. Общата численост на таджикския народ е между 18 и 25 млн. души. Таджиките в Китай (ок. 40 хил. души) са една от 56-те официално признати етнически групи в страната.